# بیگ بازار
بیگ بازار فروشگاه زنجیره ای است که در ۹۰ شهر هند دارای ۲۱۴ فروشگاه است.
این فروشگاه ها از سال ۲۰۰۱ کار خود را آغاز کرده و اکنون دارای ۳۶۰۰۰ نفر کارمند است.